# Olaf Prenzler
Olaf Prenzler, né le 2 avril 1958 à Käsdorf est un athlète est-allemand.
Il a été champion d'Europe sur 200 m en 1982 et a remporté quatre autres médailles lors des championnats de 1978, 1982 et 1986.

## Palmarès

### Jeux olympiques d'été
- Jeux olympiques d'été de 1980 à Moscou ( Union soviétique)
  - éliminé en demi-finale sur 100 m

### Championnats d'Europe d'athlétisme
- Championnats d'Europe d'athlétisme de 1978 à Prague ( Tchécoslovaquie)
  -  Médaille d'argent sur 200 m
  -  Médaille d'argent en relais 4 × 100 m
- Championnats d'Europe d'athlétisme de 1982 à Athènes ( Grèce)
  - 6e sur 100 m
  -  Médaille d'or sur 200 m
  -  Médaille d'argent en relais 4 × 100 m
- Championnats d'Europe d'athlétisme de 1986 à Stuttgart ( Allemagne de l'Ouest)
  - 7e sur 200 m
  -  Médaille d'argent en relais 4 × 100 m

### Championnats d'Europe d'athlétisme en salle
- Championnats d'Europe d'athlétisme en salle de 1985 à Le Pirée ( Grèce)
  -  Médaille d'argent sur 200 m

### Championnats d'Europe Junior d'athlétisme
- Championnats d'Europe junior d'athlétisme de 1977 à Donetsk ( Union soviétique)
  -  Médaille d'argent sur 200 m

### Coupe du monde des nations d'athlétisme
- Coupe du monde des nations d'athlétisme de 1979 à Montréal ( Canada)
  - 3e au classement général avec la République démocratique allemande
  - 4e sur 100 m
  - 4e en relais 4 × 100 m